# ليام فيليبس
ليام فيليبس (بالإنجليزية: Liam Phillips)‏ مواليد 11 مارس 1989 في إنجلترا، هو دراج إنجليزي. شارك في دورة الألعاب الأولمبية الصيفية.

## وصلات خارجية
- الموقع الرسمي

## روابط خارجية
- ليام فيليبس على موقع نتائج كأس العالم لسباقات دراجات (بي.أم.إكس) (الإنجليزية)
- ليام فيليبس على موقع اللجنة الأولمبية الدولية (الإنجليزية)
- ليام فيليبس على موقع أوليمبيديا (الإنجليزية)
- ليام فيليبس على موقع اللجنة الأولمبية البريطانية (الإنجليزية)